# Un tramway nommé Marge
Un tramway nommé Marge (A Streetcar Named Marge en version originale) est le deuxième épisode de la quatrième saison de la série télévisée d'animation Les Simpson. L'épisode est diffusé pour la première fois aux États-Unis le 1er octobre 1992 sur la Fox.
Dans cet épisode, Marge obtient le rôle de Blanche DuBois dans une version musicale d'Un tramway nommé Désir de Tennessee Williams. Homer manifeste peu d'intérêt envers la nouvelle activité de sa femme et Marge commence à voir des parallèles entre lui et Stanley Kowalski, le personnage principal masculin de la pièce. Dans l'intrigue secondaire, Maggie tente de récupérer sa tétine auprès de la directrice d'une crèche.
L'épisode est écrit par Jeff Martin et réalisé par Rich Moore. Jon Lovitz fait sa quatrième apparition dans la série en interprétant le directeur musical Llewellyn Sinclair, ainsi que la sœur de Llewellyn qui dirige la garderie. L'épisode a suscité la controverse pour sa chanson originale sur la Nouvelle-Orléans, qui contient plusieurs paroles peu flatteuses sur la ville. Un journal de la Nouvelle-Orléans a publié les paroles avant la diffusion de l'épisode, provoquant de nombreuses plaintes auprès de la filiale locale de la Fox. En réponse, le président de Fox Broadcasting a présenté des excuses à toute personne offensée.
Malgré la chanson controversée, l'épisode est bien accueilli et fait partie des épisodes préférés du créateur des Simpson Matt Groening.

## Synopsis
Marge annonce à sa famille qu'elle a l'intention de passer une audition pour le rôle de Blanche DuBois dans Oh ! Streetcar !, une production musicale locale d'Un tramway nommé Désir. Sa famille l'ignore et elle part pour son audition, se sentant peu considérée par Homer. Le metteur en scène, Llewellyn Sinclair, rejette immédiatement Marge, expliquant que Blanche est censée être une « fleur délicate piétinée par un rustre grossier et brutal ». Alors que Marge, découragée, appelle chez elle et prend la commande du dîner d'Homer, Llewellyn se rend compte qu'elle est parfaite pour le rôle.
La veille de la représentation, Marge et Ned Flanders (qui joue le rôle de Stanley Kowalski) répètent la scène dans laquelle Blanche casse une bouteille en verre et attaque Stanley, avec lequel elle se débat. Homer interrompt à plusieurs reprises la répétition. Imaginant que Stanley est Homer, Marge brise finalement la bouteille et se jette sur Ned.
Pendant les répétitions, Maggie est inscrite à la garderie Ayn Rand School for Tots, qui est dirigée par la sœur de Llewellyn, Mme Sinclair. Celle-ci confisque immédiatement la tétine de Maggie. Aidée par les autres bébés de la garderie, Maggie récupère sa tétine, et redistribue celles qui ont été confisquées.
Homer assiste à la comédie musicale où il s'ennuie sauf lors des passages où sa femme intervient. À la fin de la comédie musicale, le public l'applaudit chaleureusement à l'exception d'Homer, Marge interprétant à tort sa tristesse comme de l'ennui. Plus tard, elle le confronte à propos de son comportement, mais il lui dit qu'il a été vraiment ému par la situation de Blanche. Marge se rend compte qu'Homer a vraiment regardé la pièce et les deux quittent le théâtre heureux.

## Production

### Écriture et musique

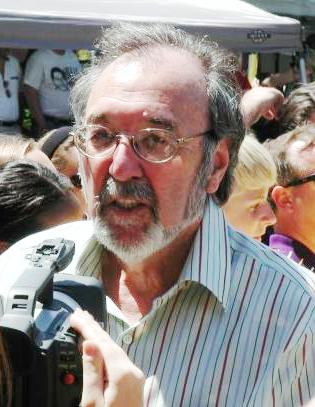
Le producteur James L. Brooks a lancé l'idée que Marge joue Blanche DuBois.

Un tramway nommé Marge est conçu environ deux ans avant sa diffusion. Jeff Martin a d'abord lancé l'idée d'Homer dans une production théâtrale de 1776 (en) ; le producteur James L. Brooks suggère alors que Marge pourrait jouer Blanche DuBois dans Un tramway nommé Désir. Brooks a vu que la relation de Marge avec Homer était similaire à la relation de Blanche avec Stanley, et il voulait utiliser ce fait pour construire l'arc émotionnel d'un épisode. Les héritiers de Tennessee Williams ne laisserait pas la série utiliser de longs extraits de la pièce originale car l'œuvre est protégée par le droit d'auteur. Cependant, l'avocat de la Fox, Anatole Klebanow, a déclaré que les chansons originales basées sur la pièce étaient acceptables. Selon le producteur Mike Reiss, Klebanow a même promis d'« aller jusqu'à la Cour suprême pour que [l']épisode soit diffusé ». Martin explique plus tard que si les chansons rendent l'épisode plus drôle, elles le rendent également plus difficile à écrire.
L'intrigue secondaire de Maggie était présente dans le pitch de l'épisode de Martin. La musique de la séquence est le thème de la marche d' Elmer Bernstein dans La Grande Évasion. Le compositeur des Simpson, Alf Clausen, a pu obtenu les droits ainsi que les partitions originales de l'orchestre.

### Animation
Un tramway nommé Marge est un défi pour les chefs-animateurs de la série. L'épisode contient de nombreux longs décors, en particulier lors du troisième et dernier acte, qui comprend la fin de l'intrigue secondaire de Maggie et l'interprétation de la comédie musicale. Plusieurs scènes ont obligé les animateurs à dessiner des dizaines de personnages d'arrière-plan. Rich Moore, le réalisateur en chef, redoute initialement que l'épisode ne soit pas terminé à temps. David Silverman, le directeur superviseur, a également des doutes ; selon Martin, Silverman a renvoyé une caricature de lui-même lisant le scénario avec les yeux qui explosent et la mâchoire qui tombe. Le producteur Al Jean a déclaré que Moore « s'est tué au travail » pour produire les séquences les plus élaborées de l'épisode.
Un certain nombre de scènes apparues dans le storyboard et l'animatique ont été réorganisées ou supprimées complètement dans la version finale de l'épisode. Une grande partie de l'intrigue secondaire de Maggie, par exemple, a été modifiée avant la diffusion de l'épisode. Une scène dans laquelle les bébés enferment Mme Sinclair dans son bureau est absente de la version finale de l'épisode.
C'est le dernier épisode de la série à être animé par Klasky Csupo.

### Distribution
Tous les principaux membres de la distribution des Simpson ont prêté leur voix à l'épisode, ainsi que les récurrents Maggie Roswell et Phil Hartman. La productrice adjointe Lona Williams a également un petit rôle parlé.
Le comédien Jon Lovitz, qui a joué Llewellyn Sinclair et Mme Sinclair, fait sa quatrième apparition dans Les Simpson ; il avait déjà exprimé des personnages dans Il était une fois Homer et Marge, Le Pinceau qui tue et Une belle simpsonnerie. Lovitz a ensuite travaillé avec Al Jean et Mike Reiss dans la sitcom animée Profession : critique, et est revenu aux Simpson pour les épisodes Burns fait son cinéma, Une crise de Ned, Proposition à demi indécente, Coup de poker et Homerazzi. En 2006, Lovitz est nommée huitième meilleure star invitée des Simpson par IGN.

## Références culturelles

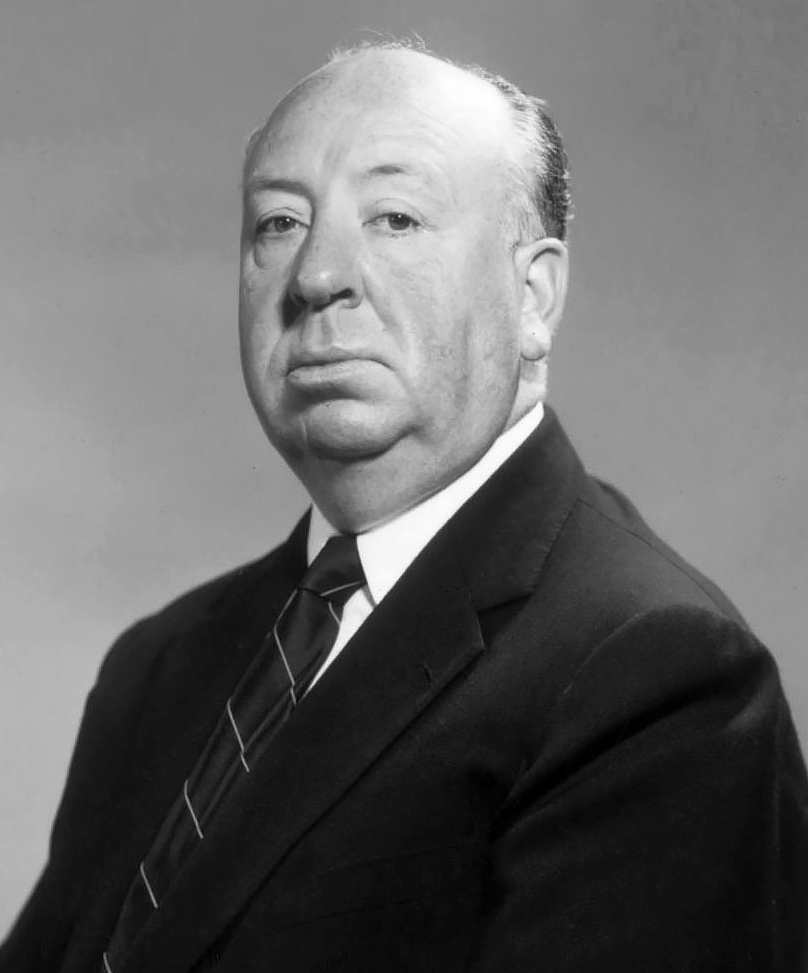
Alfred Hitchcock promenant ses chiens est une référence à son caméo dans Les Oiseaux

## Réception

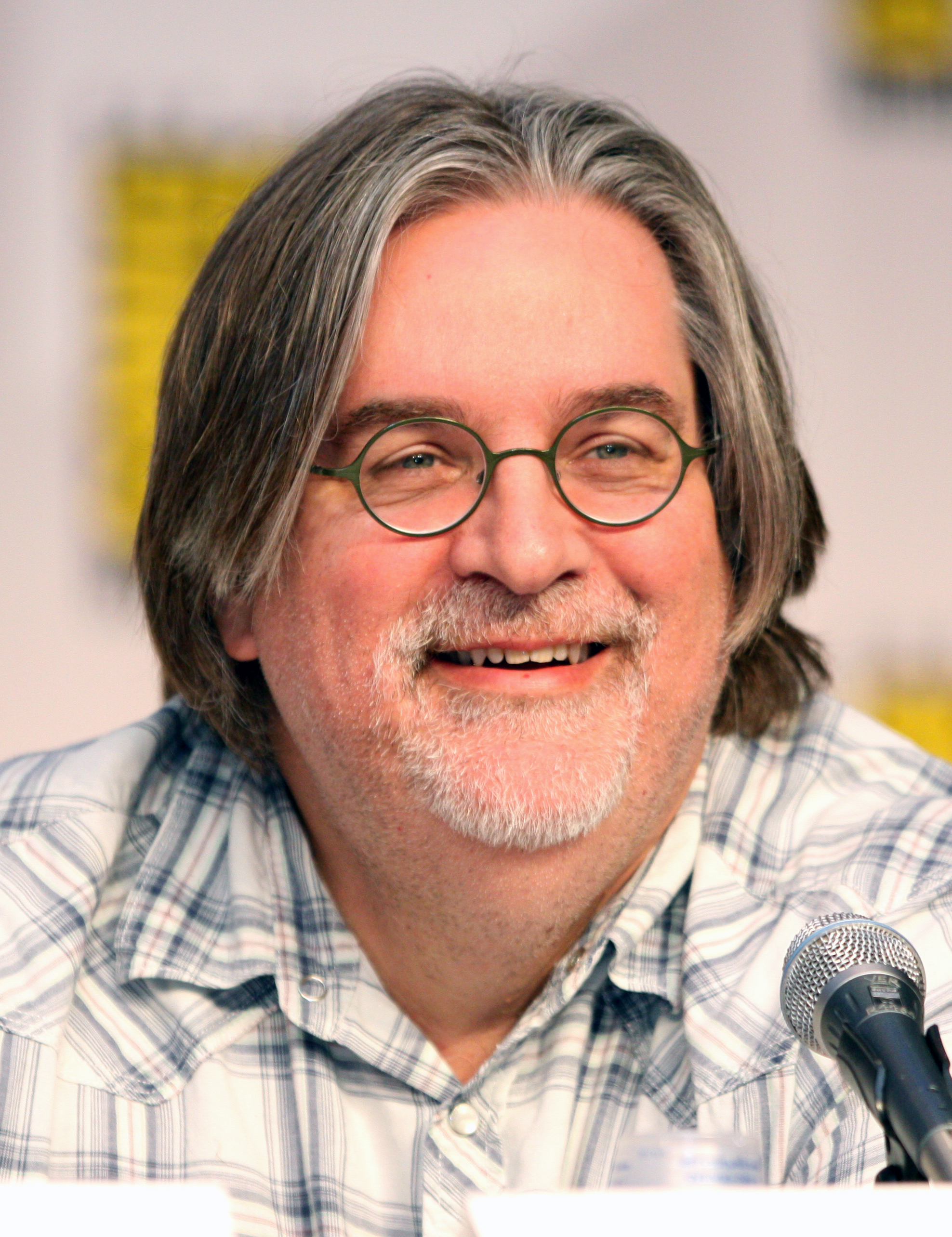
Le créateur des Simpson Matt Groening inclut l'épisode parmi ses favoris.

### Controverse

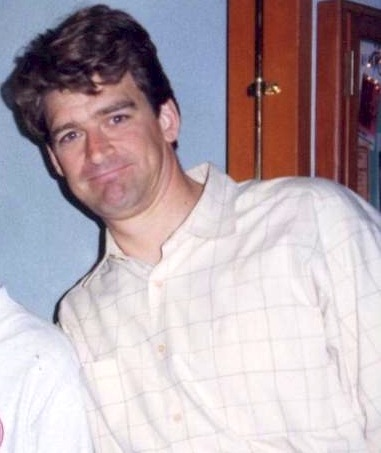
L'écrivain Jeff Martin (photographié ici en 1994) a été critiqué pour avoir fait la satire de la Nouvelle-Orléans